# Theridion hummeli
Espèce
Theridion hummeli est une espèce d'araignées aranéomorphes de la famille des Theridiidae.

## Distribution
Cette espèce est endémique du Gansu en Chine,.

## Étymologie
Cette espèce est nommée en l'honneur de David Axelsson Hummel (1893-1984).

## Publication originale
- Schenkel, 1936 : Schwedisch-chinesische wissenschaftliche Expedition nach den nordwestlichen Provinzen Chinas, unter Leitung von Dr Sven Hedin und Prof. Sü Ping-chang. Araneae gesammelt vom schwedischen Artz der Exped. Arkiv för zoologi, vol. 29, no A1, p. 1-314.